# Isosuo
Isosuo är en sumpmark i Finland.   Den ligger i landskapet Satakunta, i den sydvästra delen av landet, 170 km nordväst om huvudstaden Helsingfors. Isosuo är en del av Puurijärvi-Isosuo nationalpark.